# Gilleråsen, Östersunds kommun
Gilleråsen är en by i Frösö distrikt (Frösö socken), Östersunds kommun.
Gilleråsen ligger på fastlandet söder om Vallsundet och är belägen i en exklav av Frösö distrikt (Frösö socken). Exklaven omges helt av Sunne distrikt (Sunne socken), vilken avskiljer exklaven från huvuddelen av distriktet/socknen med en landremsa om 500 meter på det smalaste stället i höjd med Rödmyrmyren.